# László Bénes
Lászlo Bénes (Dunajská Streda, 9 de septiembre de 1997) es un futbolista eslovaco que juega como centrocampista en el Kayserispor de la Superliga de Turquía, máxima categoría del fútbol turco.

## Trayectoria
El 24 de junio de 2016 fue fichado por el Borussia Mönchengladbach por cinco temporadas. El 28 de enero de 2019 el Holstein Kiel obtuvo su cesión hasta final de temporada. Volvió a ser prestado en febrero de 2021, esta vez al F. C. Augsburgo.
El 22 de junio de 2022 se anunció su incorporación al Hamburgo S. V. por cuatro años. Cumplió la mitad de ellos, ya que de cara a la temporada 2024-25 se unió al F. C. Union Berlin. En esta disputó 25 encuentros, en los que marcó dos goles y dio una asistencia, y la siguiente fue cedido al Kayserispor.

## Selección nacional
Ha formado parte de la selección de Eslovaquia en las categorías juveniles sub-16, sub-18, sub-19 y sub-21. También es internacional absoluto, debutando el 10 de junio de 2017 ante Lituania.

### Participaciones en categorías inferiores
| Competición                                                               | Sede     | Resultado    | Partidos | Goles |
| ------------------------------------------------------------------------- | -------- | ------------ | -------- | ----- |
| Fase de clasificación para el Campeonato de Europa Sub-19 de la UEFA 2015 | Hungría  | Clasificó    | 2        | 1     |
| Ronda Élite para el Campeonato de Europa Sub-19 de la UEFA 2015           | Alemania | No clasificó | 3        | 0     |
| Fase de clasificación para el Campeonato de Europa Sub-19 de la UEFA 2016 | Rusia    | Clasificó    | 2        | 2     |
| Clasificación para la Eurocopa Sub-21 de 2017                             | Europa   | En disputa   | 1        | 0     |

### Participaciones en Eurocopas
| Copa          | Sede     | Resultado        | Partidos | Goles |
| ------------- | -------- | ---------------- | -------- | ----- |
| Eurocopa 2020 | Europa   | Primera fase     | 2        | 0     |
| Eurocopa 2024 | Alemania | Octavos de final | 2        | 0     |

## Estadísticas

### Clubes
Actualizado al 17 de mayo de 2025.
| Club                                | Div.          | Temporada     | Liga  | Liga  | Liga   | Copas nacionales | Copas nacionales | Copas nacionales | Copas internacionales | Copas internacionales | Copas internacionales | Total | Total | Total  |
| Club                                | Div.          | Temporada     | Part. | Goles | Asist. | Part.            | Goles            | Asist.           | Part.                 | Goles                 | Asist.                | Part. | Goles | Asist. |
| ----------------------------------- | ------------- | ------------- | ----- | ----- | ------ | ---------------- | ---------------- | ---------------- | --------------------- | --------------------- | --------------------- | ----- | ----- | ------ |
| Győri ETO F. C. · Hungría           | 1.ª           | 2014-15       | 1     | 0     | 0      | 4                | 0                | 0                | ―                     | ―                     | ―                     | 5     | 0     | 0      |
| Győri ETO F. C. · Hungría           | Total club    | Total club    | 1     | 0     | 0      | 4                | 0                | 0                | 0                     | 0                     | 0                     | 5     | 0     | 0      |
| MŠK Žilina · Eslovaquia             | 1.ª           | 2014-15       | 8     | 0     | 0      | 0                | 0                | 0                | ―                     | ―                     | ―                     | 8     | 0     | 0      |
| MŠK Žilina · Eslovaquia             | 1.ª           | 2015-16       | 23    | 2     | 1      | 3                | 0                | 0                | 8                     | 0                     | 1                     | 34    | 2     | 2      |
| MŠK Žilina · Eslovaquia             | Total club    | Total club    | 31    | 2     | 1      | 3                | 0                | 0                | 8                     | 0                     | 1                     | 42    | 2     | 2      |
| Borussia Mönchengladbach · Alemania | 1.ª           | 2016-17       | 8     | 1     | 0      | 2                | 0                | 0                | 0                     | 0                     | 0                     | 10    | 1     | 0      |
| Borussia Mönchengladbach · Alemania | 1.ª           | 2017-18       | 2     | 0     | 0      | 0                | 0                | 0                | ―                     | ―                     | ―                     | 2     | 0     | 0      |
| Borussia Mönchengladbach · Alemania | 1.ª           | 2018-19       | 1     | 0     | 0      | 0                | 0                | 0                | ―                     | ―                     | ―                     | 1     | 0     | 0      |
| Holstein Kiel · Alemania            | 2.ª           | 2018-19       | 15    | 2     | 6      | 1                | 0                | 0                | ―                     | ―                     | ―                     | 16    | 2     | 6      |
| Holstein Kiel · Alemania            | Total club    | Total club    | 15    | 2     | 6      | 1                | 0                | 0                | 0                     | 0                     | 0                     | 16    | 2     | 6      |
| Borussia Mönchengladbach · Alemania | 1.ª           | 2019-20       | 22    | 0     | 4      | 2                | 0                | 0                | 4                     | 0                     | 0                     | 28    | 0     | 4      |
| Borussia Mönchengladbach · Alemania | 1.ª           | 2020-21       | 7     | 0     | 1      | 1                | 1                | 0                | 2                     | 0                     | 0                     | 10    | 1     | 1      |
| F. C. Augsburgo · Alemania          | 1.ª           | 2020-21       | 12    | 1     | 1      | ―                | ―                | ―                | ―                     | ―                     | ―                     | 12    | 1     | 1      |
| F. C. Augsburgo · Alemania          | Total club    | Total club    | 12    | 1     | 1      | 0                | 0                | 0                | 0                     | 0                     | 0                     | 12    | 1     | 1      |
| Borussia Mönchengladbach · Alemania | 1.ª           | 2021-22       | 13    | 0     | 0      | 1                | 0                | 0                | ―                     | ―                     | ―                     | 14    | 0     | 0      |
| Borussia Mönchengladbach · Alemania | Total club    | Total club    | 53    | 1     | 5      | 6                | 1                | 0                | 6                     | 0                     | 0                     | 65    | 2     | 5      |
| Hamburgo S. V. · Alemania           | 2.ª           | 2022-23       | 33    | 6     | 9      | 1                | 0                | 0                | ―                     | ―                     | ―                     | 34    | 6     | 9      |
| Hamburgo S. V. · Alemania           | 2.ª           | 2023-24       | 27    | 13    | 11     | 3                | 2                | 1                | ―                     | ―                     | ―                     | 30    | 15    | 12     |
| Hamburgo S. V. · Alemania           | Total club    | Total club    | 60    | 19    | 20     | 4                | 2                | 1                | 0                     | 0                     | 0                     | 64    | 21    | 21     |
| F. C. Union Berlin · Alemania       | 1.ª           | 2024-25       | 23    | 2     | 1      | 2                | 0                | 0                | ―                     | ―                     | ―                     | 25    | 2     | 1      |
| F. C. Union Berlin · Alemania       | Total club    | Total club    | 23    | 2     | 1      | 2                | 0                | 0                | 0                     | 0                     | 0                     | 25    | 2     | 1      |
| Kayserispor Turquía                 | 1.ª           | 2025-26       | 0     | 0     | 0      | 0                | 0                | 0                | ―                     | ―                     | ―                     | 0     | 0     | 0      |
| Kayserispor Turquía                 | Total club    | Total club    | 0     | 0     | 0      | 0                | 0                | 0                | 0                     | 0                     | 0                     | 0     | 0     | 0      |
| Total carrera                       | Total carrera | Total carrera | 195   | 27    | 34     | 20               | 3                | 1                | 14                    | 0                     | 1                     | 229   | 30    | 36     |